# Opinogóra Górna (gmina)
Opinogóra Górna (daw. gmina Opinogóra) – gmina wiejska w województwie mazowieckim, w powiecie ciechanowskim. W latach 1975–1998 gmina położona była w województwie ciechanowskim.
Siedzibą gminy jest Opinogóra Górna.
Według danych z 31 grudnia 2023 gminę zamieszkiwało 5846 osób.

## Struktura powierzchni
Gmina Opinogóra Górna ma obszar 139 km², w tym: użytki rolne stanowią 91%, a użytki leśne 3%.
Gmina stanowi 13% powierzchni powiatu.

## Demografia
Podział ludności gminy Opinogóra Górna według płci w 2023 roku.
| Opis                            | Kobiety | Mężczyźni | Razem |
| ------------------------------- | ------- | --------- | ----- |
| Populacja                       | 2836    | 3010      | 5846  |
| Podział procentowy              | 48,5%   | 51,5%     | 100%  |
| Gęstość zaludnienia (w os./km²) | 20,4    | 21,6      | 42    |

Piramida wieku mieszkańców gminy Opinogóra Górna w 2021 roku.

## Sołectwa
W gminie Opinogóra Górna znajduje się 39 sołectw.
Bacze, Bogucin, Chrzanowo, Chrzanówek, Czernice, Długołęka, Dzbonie, Elżbiecin, Goździe, Janowięta, Kąty, Kobylin, Kołaczków, Kołaki-Budzyno, Kołaki-Kwasy, Kotermań, Łaguny, Łęki, Opinogóra Dolna, Opinogóra Górna, Opinogóra-Kolonia, Pajewo-Króle, Pałuki, Patory, Pokojewo, Pomorze, Przedwojewo, Przytoka, Rąbież, Rembowo, Rembówko, Sosnowo, Wierzbowo, Wilkowo, Władysławowo, Wola Wierzbowska, Wólka Łanięcka, Załuże-Imbrzyki, Zygmuntowo.
Miejscowości bez statusu sołectwa: Klonowo, Kołaczków, Wierzbowo.

## Sąsiednie gminy
Ciechanów, Ciechanów, Czernice Borowe, Gołymin-Ośrodek, Krasne, Regimin.